# Pozytywna Słowenia
Pozytywna Słowenia (słoweń. Pozitivna Slovenija, PS) – słoweńska centrolewicowa i liberalna partia polityczna działająca w latach 2011–2024. Początkowa funkcjonowała pod nazwą Lista Zorana Jankovicia – Pozytywna Słowenia (słoweń. Lista Zorana Jankovića – Pozitivna Slovenija, LZJ-PS).

## Historia
Zoran Janković, burmistrz Lublany i lider lokalnego ugrupowania wyborczego sygnowanego swoim nazwiskiem, które dwukrotnie wygrywało wybory samorządowe w słoweńskiej stolicy, zapowiedział budowę własnej ogólnokrajowej partii 11 października 2011 po upadku rządu Boruta Pahora. Ugrupowanie formalnie powstało 22 października 2011, deklarując start w przedterminowych wyborach parlamentarnych w tym samym roku. Przystąpiło do niego paru posłów ustępującego Zgromadzenia Państwowego, a swoje poparcie dla tej inicjatywy zadeklarował publicznie były prezydent Milan Kučan. Ugrupowanie w kolejnych sondażach zaczęło uzyskiwać regularne poparcie na poziomie z reguły kilkunastu procent, mieszcząc się na drugim miejscu (za Słoweńską Partią Demokratyczną).
Ostatecznie Pozytywna Słowenia wygrała wybory, otrzymała 28,5% głosów i 28 mandatów w krajowym parlamencie, jednak pozostała w opozycji.
W styczniu 2013 Zoran Janković zrezygnował z kierowania Pozytywną Słowenią. Powodem były wyniki postępowania prowadzonego przez Komisję ds. Zapobiegania Korupcji, które wykazało nieujawnione dochody wysokości 2,4 miliona euro i ujawniło różne wątpliwe transakcje pomiędzy przedsiębiorstwami jego synów i władzami miejskimi Lublany. Władzę w partii przejęła Alenka Bratušek, która po upadku rządu Janeza Janšy objęła urząd premiera.
W kwietniu 2014 Zoran Janković powrócił na stanowisko przewodniczącego partii, pokonując w głosowaniu Alenkę Bratušek, która zrezygnowała następnie z członkostwa w partii. W wyniku przedterminowych wyborów w tym samym roku Pozytywna Słowenia znalazła się poza parlamentem. Ugrupowanie w 2024 zostało wykreślone z rejestru partii politycznych.